# Molekulární gastronomie

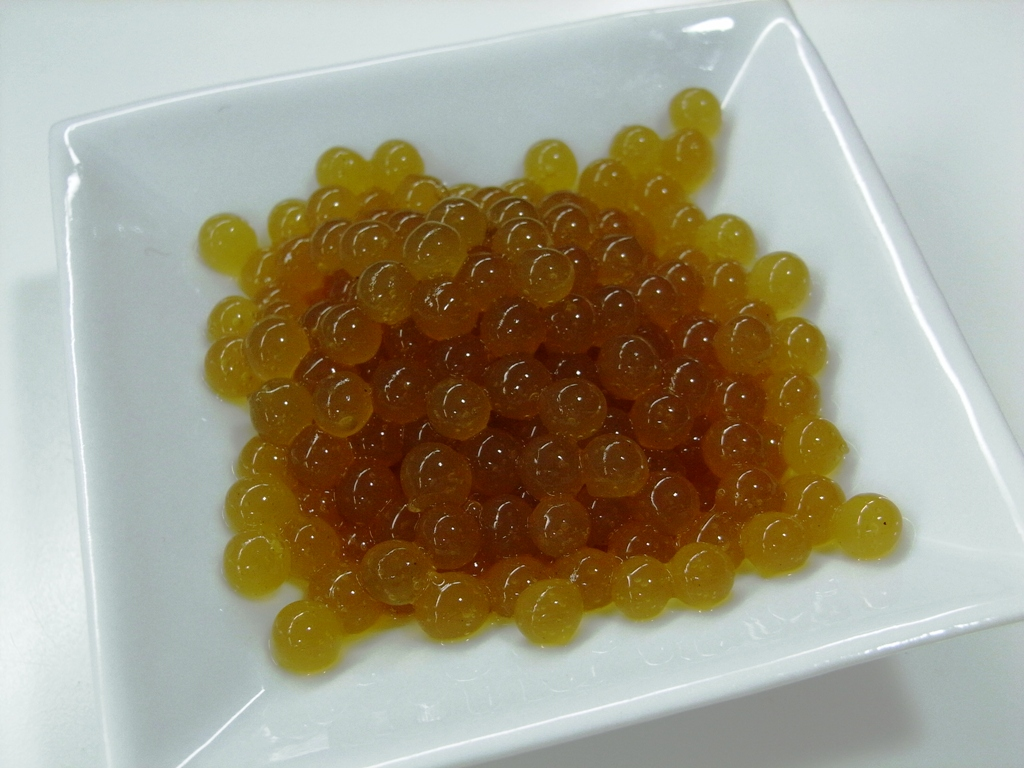
Sferifikace čaje. Sferifikace je jednou z metod používaných v molekulární gastronomii.

Molekulární gastronomie je moderní způsob přípravy jídel, který využívá běžné suroviny společně s chemickými postupy. Využity jsou chemické látky a prostředky, které se standardně používají například pro konzervaci potravinových surovin nebo jejich úpravu. Nejde tedy o znehodnocení jídla chemikáliemi, ale pouze o úpravu pokrmů, která má za cíl vytvořit netradiční stravu. Typickým prostředkem v molekulární kuchyni je změna skupenství surovin.

## Historie
Termín „molekulární gastronomie“ vytvořili již v roce 1988 fyzici z Oxfordské univerzity Nicholas Kurti a Hervé This. Začali mluvit také o vědě o jídle, která však není tak nová jako molekulární kuchyně. Už dvě století před naším letopočtem si neznámý vědec psal poznámky o tom, zda má fermentované maso menší hmotnost než to čerstvé. Od této doby o se jídlo z vědeckého hlediska začalo zajímat více lidí.
První oficiální představení molekulární gastronomie proběhlo v roce 1992 v italském městě Erice, kde pořádali Kurti a This sérii seminářů s názvem Science and Gastronomy (Věda a gastronomie). Na těchto seminářích se používal také termín „Molekulární a fyzikální gastronomie“, ale poté byl název zkrácen pouze na molekulární gastronomie. Díky semináři se setkali vědci z oblasti chemie a fyziky s předními kuchaři a začali diskutovat o tom, že spojením oborů lze vytvořit netradiční pokrmy. Kurti a This společně s americkým vědcem a spisovatelem Haroldem McGeem, který byl také na seminářích přítomen, se rozhodli vytvořit nový obor. Po smrti Kurtiho v roce 1998 přejmenoval This následující seminář na „The International Workshop on Molecular Gastronomy 'N. Kurti'“. Semináře trvaly obvykle čtyři dny a účastnilo se jich 30 až 40 lidí, zejména vědci z univerzit.
V současné době se molekulární gastronomie nejvíce vyvíjí ve Francii.

## Příprava jídel v molekulární gastronomii
V molekulární gastronomii se pokrmy připravují zásadně z čerstvých surovin, které jsou běžně dostupné. Jde například o okurky, rajčata, hovězí vývar, mátu a další. Nejsou předepsané žádné konkrétní suroviny, vždy záleží na fantazii kuchaře. Typickým znakem pro molekulární gastronomii je změna skupenství jednotlivých surovin a také snaha zmatení strávníka pomocí rozličných tvarů. Z okurky lze například vytvořit „zelený kaviár“ tak, že se čerstvá okurka rozmixuje a poté se pomocí pipety okurková kaše kape do roztoku kalciku, který na povrchu okurkových kuliček vytvoří jemnou krustu. Strávník poté dostává na talíři zelený kaviár a do té doby, než vloží jídlo do úst, nemá tušení, jak může chutnat.
Molekulární gastronomie také pracuje s lidskými smysly. Naše mysl má spojeno s určitými tvary potravin také jejich chuť. Pokud však ztužíme hovězí vývar, můžeme z něj vytvořit například hmotu podobnou těstovinám – špagety, nudle apod. Strávník je tak často překvapen neznámou chutí.
Během přípravy jídel se používá také kapalný dusík, který má teplotu -196 °C. Ponořením do tekutého dusíku jsou suroviny okamžitě hluboce zmrazeny a zachovávají si pevné skupenství. Takto lze připravit ztužené alkoholické nápoje, které se podávají například ve formě amarounů.

## Molekulární mixologie
Molekulární mixologie je v současné době nový trend vycházející z poznatků molekulární gastronomie, které využívá při přípravě alkoholických nápojů v pozměněném skupenství.

## Významní představitelé
Mezi významné představitele patří: Grant Achatz, Richard Blais, Heston Blumenthal nebo Marcel Vigneron. Z českých šéfkuchařů Petr Koukolíček.